# Tossal Pla
El Tossal Pla és una muntanya de 1.134 metres que es troba al municipi de Capolat, a la comarca catalana del Berguedà.